# 月理学
月理学（げつりがく）または月面地理学（げつめんちりがく）は、月面の地形と特徴を研究する学問分野である。
英語ではselenography で、geography（地理学）のgeo-（ギリシャ神話の大地の女神ガイアに由来し、地球を意味する）をseleno-（ギリシャ神話の月の女神セレネに由来し、月を意味する）に置き換えた言葉である。graphyは「書く」という意味である。日本語の月理学も、地理学の「地（地球）」を「月」に置き換えた言葉である。

## 歴史
歴史的には、天文学者、天文家は月の地図を作成し、月の地形、すなわち月の海、クレーターや山脈などに命名することを行ってきた。宇宙開発の時代に入り、裏側を含めた月の鮮明な写真画像が人工衛星によって得られるようになるまで、月理学は天文学の一分野として研究されてきた。
月の表面が完全な球面ではないという概念の起源は紀元前450年頃にまでさかのぼることができる。古代ギリシャのデモクリトスは月に山と谷があると信じた。しかしながら15世紀の終わりに至るまで月の地形に関するめだった研究は行われなかった。
1603年頃ウィリアム・ギルバートが裸眼で観測した、月面の図を残したのが、最初の月面図とされている。他の天文学者も月の地図の製作を行い、望遠鏡の進歩とともにその精度が向上し、1700年代の初めには月の秤動によって観測可能な月の表面の50％をこえる地図が製作された。1750年にトビアス・マイヤーは正確な月面の座標をつくり精密な月面地図を作成した。

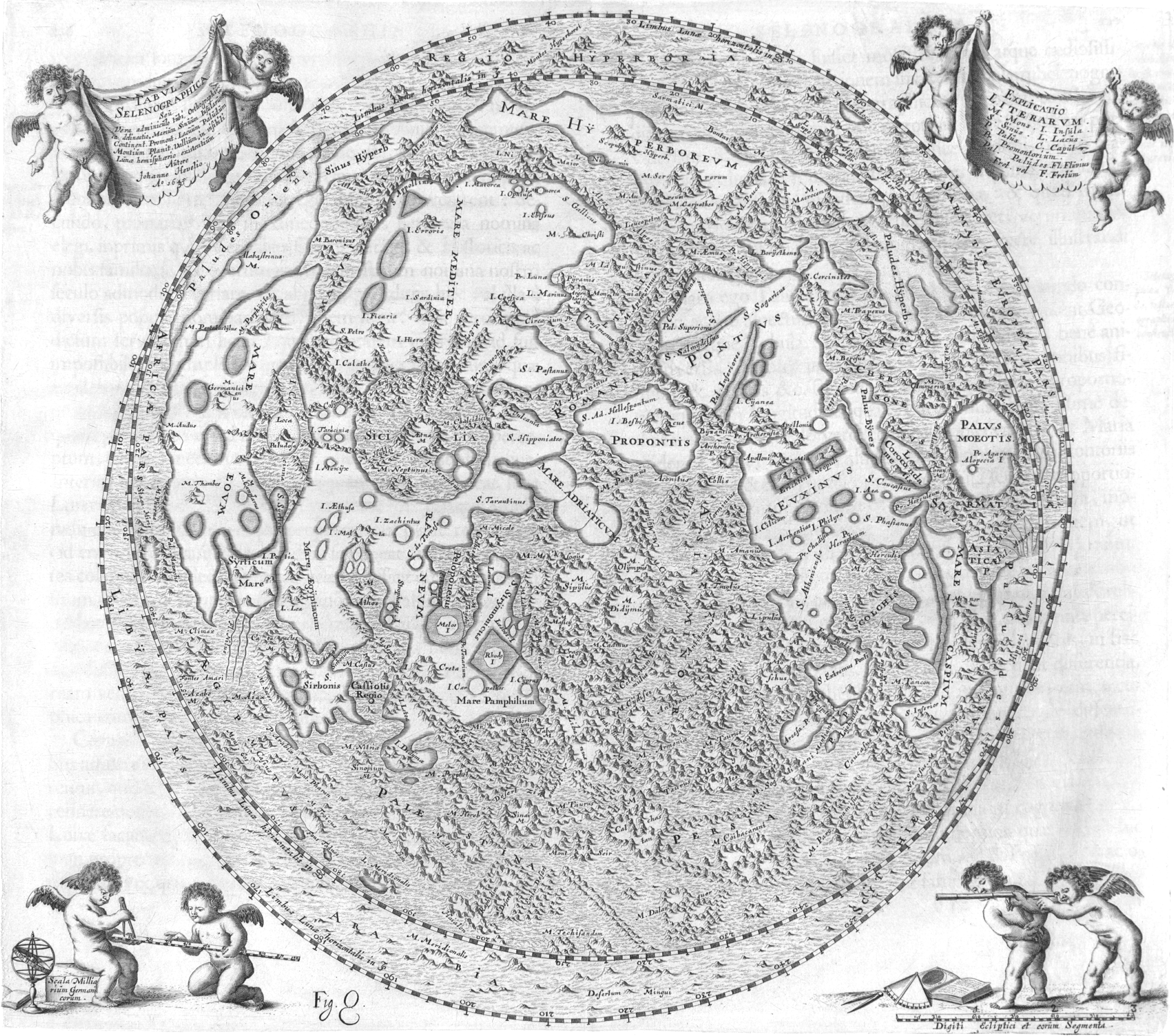
ヨハネス・ヘヴェリウスの月面図(1647)

1779年にヨハン・シュレーターが精密な観測と測定による系統的な地図の作成を始め、1834年にヨハン・メドラーによって4面からなる大きい地図が出版された。1840年になるとJ.W.ドレーパーが最初の月の天文写真を撮影し、写真技術の進歩は月の写真の精密さを急速に向上させていった。1890年までに月の写真観測は天文学研究の1分野と認識されるようになった。
20世紀になると月の観測技術はさらに向上し、1946年にはレーダーを月の観測に用い、1957年にはソビエト連邦が人工衛星スプートニク1号を打ち上げ宇宙開発競争が始まった、1959年9月13日にソビエトは衛星ルナ2号を、月面の晴れの海に衝突させるのに成功し、1月後ルナ3号が月の裏側の撮影に成功した。アメリカも一連のレンジャー衛星によって、月に衝突するまでに撮影した写真や月面に軟着陸して撮影した写真など、より分解能のたかい月の写真をえることに成功した。1968年に、有人宇宙船アポロ8号が月のまわりを回り、1969年に人類は月面に着陸した。

## 月の地図と地形への命名
最初に望遠鏡で観測された月の地形に命名をおこなったのは1645年のベルギーのミヒャエル・ラングレンであり、月のクレータや山や山地にカトリックの聖人などの名をつけ、小クレーターに過去や当時の天文学者や数学者などの学者の名をつけた。1645年ヨハネス・ヘヴェリウスも月面図を作成したが、ヘベリウスはラングレンの命名とは異なり、地球にある地名を命名した。
現在まで続く月の地形に対する命名の仕方を与えたのは北イタリアのイエズス会の司祭、学者のリッチョーリある。1651年の著書 Almagestum Novum は反宗教革命の視点にたつもので天動説の立場にたつものであったが、リッチョーリの命名法は現在もいきている。リッチョーリの著書の月面図は、彼の同僚のフランチェスコ・グリマルディによって描かれたものである。月が地球の気象に影響を与えるという、当時の考えから、月の海に気象や出来事のラテン名を名付けた。危機の海(Mare Crisium)、晴れの海 (Mare Serenitatis)、豊かの海 (Mare Fecunditatis)、雨の海(Mare Imbrium)、 雲の海 (Mare Nubium)、氷の海(Mare Frigoris)などの名は現在も使われている。

## 歴史的な月面図

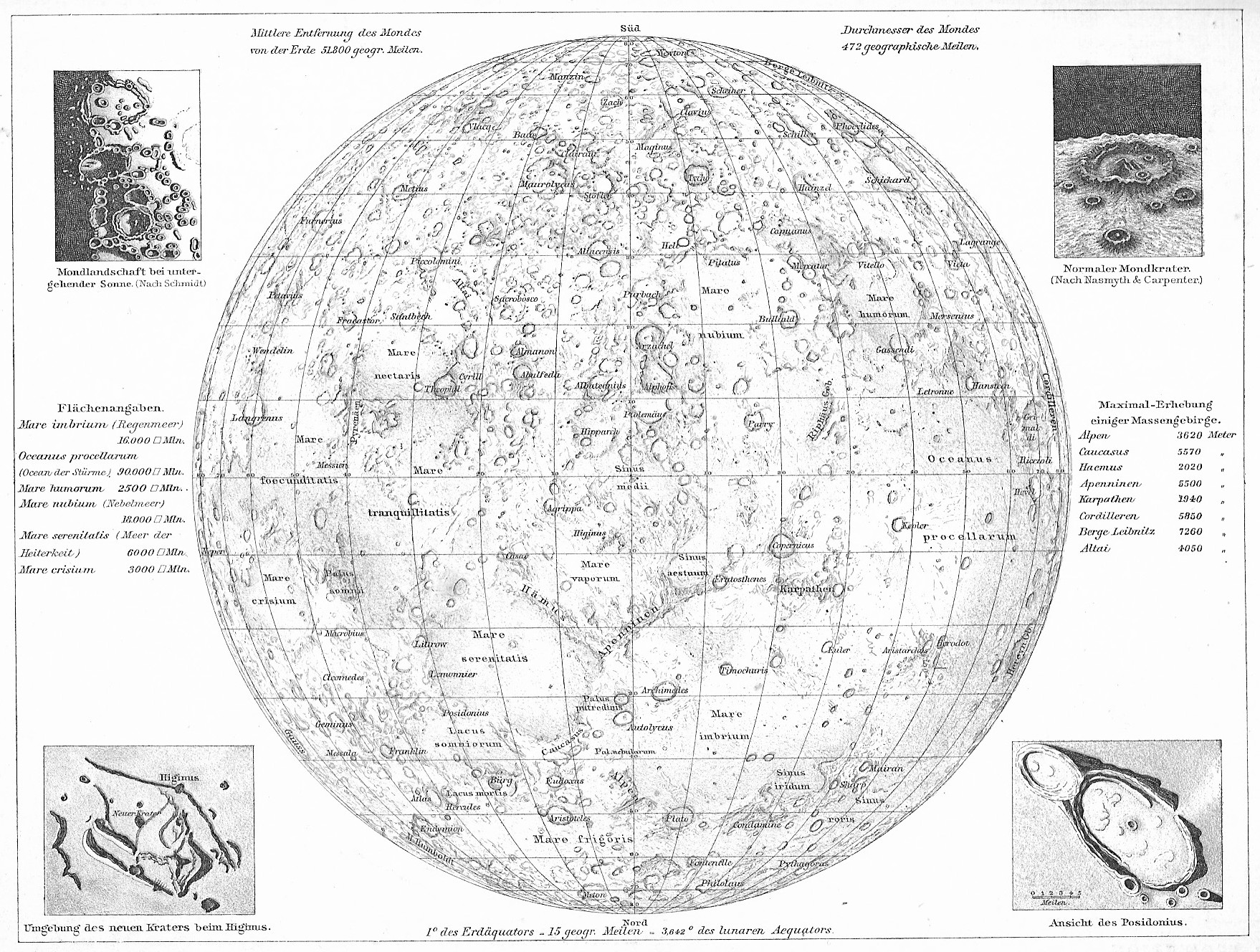
月面地図　 :en:Richard AndreeによるAndrees Allgemeiner Handatlas (1881)より

NASAによる月面地図（LPC1）　1979年

- ミヒャエル・ラングレン、 印刷された月面地図 (1645年)
- ヨハネス・ヘヴェリウス, Selenographia, (1647年).
- ジョヴァンニ・バッティスタ・リッチョーリ と フランチェスコ・マリア・グリマルディ, Almagestum Novum,(1651年).
- ジョヴァンニ・カッシーニ 印刷された月面地図 (1679年).
- トビアス・マイヤー,  印刷された月面地図 (1749年),1775年出版.
- ヨハン・シュレーター, Selenotopografisches Fragmenten, 第1巻(1791年）、第2巻(1802年)
- John Russell, engraved images, (1805).
- Wilhelm Gotthelf Lohrmann Topographie der sichtbaren Mondoberflaeche, Leipzig, (1824年)
- ヴィルヘルム・ベーア とヨハン・ハインリッヒ・メドラー, Der Mond, Berlin, (1837年).
- Edmund Neville Neison, The Moon, London, (1876年).
- Johann Friedrich Julius Schmidt, Charte der Gebirge des Mondes, Berlin, (1878年)
- Thomas Gwyn Elger, The Moon, London, (1895年).
- Johann Nepomuk Krieger, Mond-Atlas, (1898年).増補版は1912年にVienna Academy of Sciencesから出版.
- Walter Goodacre, Map of the Moon, London, (1910年).
- Mary Adela Blagg とKarl Muller, Named Lunar Formations, 2 volumes, London, (1935年).
- フィリップ・ファウト, Unser Mond, Bremen, (1936年).
- Hugh Percy Wilkins, 300-inch Moon map, (1951年).
- ジェラルド・カイパー ら, Photographic Lunar Atlas, Chicago, (1960年).
- Ewen A. Whitaker ら, Rectified Lunar Atlas, Tucson, (1963年).
- ヘルマン・ファウト とフィリップ・ファウト (死後に出版), Mondatlas, (1964年).
- ジェラルド・カイパーら, System of Lunar Craters, (1966年).
- Yu I. Efremov ら, Atlas Obratnoi Storony Luny, Moscow, (1967年)-(1975年).
- NASA, Lunar Topographic Orthophotomaps, (1978年)